# Naomie Feller
Naomie Feller (* 6. November 2001 in Paris) ist eine französische Fußballspielerin.

## Vereinskarriere
Naomie Feller wuchs nördlich der französischen Hauptstadt auf und spielte schon in ihren Kinderjahren bei kleinen Amateurklubs in der Nähe ihres damaligen Wohnorts Creil Fußball, so in Saint-Brice-sous-Forêt und ab 2011 für vier Jahre beim AFC Creil sowie anschließend bei der US Chantilly; in diesen Vereinen trat sie in Ermangelung von Mädchenmannschaften mit ansonsten reinen Knabenteams an. Bereits bei Chantilly wurde man auf Seiten des Fußballverbands auf ihre Qualitäten aufmerksam, was 2017 in mehrere Berufungen zur französischen B-Jugend-Auswahl mündete (siehe den Abschnitt weiter unten). Im Sommer dieses Jahres wechselte sie zu VGA Saint-Maur, in deren Zweitligaelf sie nicht nur als erst 15-Jährige bei einem Spiel gegen Stade Brest über die volle Spielzeit debütierte, sondern im Erwachsenenbereich auf Anhieb zur Stammspielerin wurde. Die anfangs überwiegend in der Abwehr aufgestellte Feller wies auch früh ihre offensiven Qualitäten nach; am Tag vor ihrem 16. Geburtstag erzielte sie bei Saint-Maurs 3:0-Sieg in Lorient zwei Tore. Fortan stellte ihr Trainer sie konsequent im Angriffszentrum auf. Am Saisonende 2017/18 belegte ihre Frauschaft einen Platz im Tabellenmittelfeld, und da mehrere Vereine auf das Ausnahmetalent aufmerksam geworden waren, entschied sie sich, das Angebot des ambitionierten Ligakonkurrenten Stade Reims anzunehmen. Auch wenn sie dort anfangs einige Eingewöhnungsprobleme hatte, stieg sie, 17-jährig, im Sommer 2019 mit den Rot-Weißen aus der Champagne in die Division 1 Féminine, Frankreichs höchste Frauenspielklasse, auf. Bei Reims setzte sie sich in der Saison 2019/20 unter Trainerin Amandine Miquel endgültig durch und schoss in der Hinrunde unter anderem zwei Tore gegen Frankreichs bestes weibliches Innenverteidigerpaar Renard/Mbock aus Lyon. Umso überraschender kam die Mitteilung, dass der Verein sie Ende Januar 2020 – kurioserweise unmittelbar, nachdem Reims und Lyon zum Liga-Rückspiel aufeinander getroffen waren – für ein halbes Jahr an das Spitzenteam von Olympique Lyon auslieh, wo sie sich in einem extrem professionellen Umfeld an der Seite eines internationalen „Starensembles“ weiterentwickeln konnte. In diesen Monaten, in denen die Liga aufgrund der Corona-Pandemie nach dem 16. von 22 Spieltagen vorzeitig beendet worden war, wurde Naomie Feller in zwei Punkt- sowie einem Pokalspiel berücksichtigt, schoss auch für OL ein Tor und konnte in beiden Wettbewerben den Gewinn ihrer ersten nationalen Titel feiern, wenngleich sie im Pokalfinale nicht zum Einsatz gekommen war.
Die anschließende Spielzeit 2020/21 wurde für die Stürmerin zu einem „schwarzen Jahr“; aufgrund einer schweren Verletzung (Kreuzbandriss im linken Knie) kam sie zu keinem einzigen Einsatz für Reims, das auch ohne sie seine zweite Erstligasaison auf einem Tabellenplatz im gesicherten Mittelfeld abschloss. Nachdem Feller sich wieder an ihr altes Leistungsniveau herangekämpft hatte, hat sie bis Anfang April 2022 in 14 der bis dahin 18 Ligaspiele mitgewirkt, wobei die in dieser Saison sehr stark verjüngte Frauschaft von Stade Reims – aus der außer Naomie Feller auch Kessya Bussy und Océane Deslandes mittlerweile zum Kreis der A-Nationalmannschaft zählen – erneut bereits frühzeitig bar aller Abstiegssorgen war. Im Juli 2022 wechselte die 20-jährige Stürmerin in die spanische Primera División zu Real Madrid.

### Stationen
- 2010/11 FC Saint-Brice
- 2011–2015 AFC Creil
- 2015–2017 US Chantilly
- 2017/18 VGA Saint-Maur
- 2018–Dezember 2019 Stade Reims
- Januar bis Juni 2020 Olympique Lyon (auf Leihbasis)
- Juli 2020 bis Juni 2022 Stade Reims
- seit Juli 2022 Real Madrid

## Als Nationalspielerin
Naomie Feller durchlief die französischen Jahrgangs-Auswahlteams der weiblichen Jugend, beginnend mit der U-16/U-17, bei der sie sechs Spiele bestritt und einen Treffer erzielte.
In der U-19-Auswahl brachte sie es auf zwölf Länderspiele, in denen sie fünf Tore schoss. Darunter war die Teilnahme an der Jahrgangs-Europameisterschaft in Schottland, wo sie lediglich in einem Gruppenspiel fehlte und auch dank zweier Torerfolge ihren Anteil am Titelgewinn der Französinnen hatte. Gilles Eyquem, der damalige Trainer von U-19 und U-20, beschrieb ihre Fähigkeiten als „von enormem Potential, noch nicht ausgereizt, aber sie ist stark, wenn sie mit dem Rücken zum gegnerischen Tor steht, im Strafraum kaltblütig, weist gute athletische Qualitäten und eine gute Technik auf.“ Außerdem war sie schon als Jugendliche sehr schnell.
Bei der U-20 hat Feller nur ein Spiel im November 2019 bestritten. Bedingt durch die Covid-19-Pandemie kam es auch für dieses Nationalteam in den folgenden zwei Jahren zu keiner weiteren sportlichen Begegnung; auch die Weltmeisterschaft, die in Costa Rica stattfinden sollte, wurde letztlich auf das Jahr 2022 verschoben – zu spät für die qualifizierten A-Jugend-Europameisterinnen von 2019, die dort aus Altersgründen nicht mehr spielberechtigt sind. 
Dafür kam die Angreiferin im Februar 2022 bei der auch als France B bezeichneten U-23 zu zwei Spielen mit zwei Treffern gegen ihre englischen Altersgenossinnen und zwei Monate später erneut zu zwei Einsätzen in Frankreichs „zweitem Anzug“, diesmal gegen Belgien, wobei sie dort ohne eigenen Torerfolg blieb.
Bereits vorher, im Oktober 2021, hatte Trainerin Corinne Diacre der noch 19-jährigen Naomie Feller zu deren Debüt in der A-Nationalelf verholfen, als sie sie für die letzten rund 20 Minuten im WM-Qualifikationsspiel gegen Estland positionsgetreu für die Sturmführerin Marie-Antoinette Katoto einwechselte. (Stand: 22. Oktober 2021)
Am 4. Juli 2023 wurde sie für den Kader bei der WM 2023 nominiert, in einem der fünf Spiele ihres Teams eingesetzt und schied mit der Mannschaft im Viertelfinale nach Elfmeterschießen gegen die Australierinnen aus.

## Palmarès
- A-Jugend-Europameisterin 2019
- Französische Meisterin 2020
- Französische Pokalsiegerin 2020 (ohne Einsatz im Finale)